# Nader Jahanbani
Nader Jahanbani (Teheran, 16 aprile 1928 – Teheran, 13 marzo 1979) è stato un generale e politico iraniano, pilota e vice-capo dell'Aeronautica Imperiale Iraniana, ucciso dal neo-nato regime islamico.

## Biografia
La madre era un'immigrata russa e suo padre era un comandante dell'esercito durante il regno di Reza Pahlavi, nominato al Ministero durante il regno di Reza e poi del figlio Mohammad, oltre che senatore negli ultimi anni della sua vita.
Interessato all'aeronautica fin dall'infanzia, conseguì la laurea in Russia e frequentò la scuola di addestramento per piloti di jet in Germania, in un sito di formazione statunitense.
Sposato, ebbe due figli.

## Morte
Secondo le informazioni disponibili, Jahanbani venne arrestato l'11 febbraio 1979, tra le 19:00 e le 20:00 all'aeroporto di Doshan Tappeh (Teheran) e trasferito alla scuola Refah (trasformata durante la rivoluzione islamica in sede dei rivoluzionari per giustiziare gli oppositori). Jahanbani fu tenuto per un mese al secondo piano del quartier generale del Comitato Rivoluzionario Islamico, in un corridoio assieme a ufficiali e altri personaggi influenti legati alla dinastia Pahlavi. Durante la sua detenzione, gli fu negato di visitare la sua famiglia e, come altri prigionieri in quel momento, non ebbe il diritto a consultare un avvocato.
Una delle guardie del carcere definì il comportamento del generale come "coraggioso e la composto", descrizione confermata anche dal giornalista che lo  incontrò.
Il 13 marzo 1979, il Tribunale Rivoluzionario Speciale condannò a morte Jahanbani con l'accusa di "corruzione sulla terra." Meno di due ore dopo, prima delle 7:00, la sentenza fu eseguita nella prigione di Qasr. Jahanbani fu giustiziato dal plotone di esecuzione insieme ad altri 10 condannati.
Impossibilitati a vedere Nader prima dell'uccisione, i famigliari vennero a conoscenza della sua morte alla radio.